# Paul Feierstein
Paul Feierstein (* 27. Januar 1903 in Niederkorn; † 5. Mai 1963 in Düdelingen) war ein luxemburgischer Fußballspieler und -trainer.

## Karriere

### Spieler
Feierstein war während seiner Laufbahn als Spieler bei den Red Boys Differdingen aktiv.
Für die luxemburgische Nationalmannschaft bestritt Feierstein zwischen 1924 und 1931 insgesamt 15 Länderspiele, in denen er ohne Torerfolg blieb. Darin enthalten sind auch Spiele gegen B- und Amateur-Nationalmannschaften, die in der Statistik des luxemburgischen Fußballverbandes als offizielle Länderspiele gewertet werden. In sechs Spielen führte er seine Mannschaft als Kapitän auf das Feld. 
Sein Debüt gab er kurz vor Beginn der Olympischen Spiele 1924 in Paris im Alter von 21 Jahren am 11. Mai 1924 beim 2:1 im Freundschaftsspiel gegen eine belgische B-Mannschaft.
Feierstein wurde für die Auswahl beim olympischen Fußballturnier nominiert und bestritt das einzige luxemburgische Turnierspiel gegen Italien. Auch vier Jahre später bei den Olympischen Spielen 1928 in Amsterdam gehörte er der luxemburgischen Auswahl an. Auch hier scheiterte die Mannschaft aus dem Großherzogtum bereits nach einem Spiel gegen Belgien.
Feierstein beendete seine Länderspielkarriere als Spieler am 1. März 1931 nach einer 2:3-Niederlage gegen die belgische B-Auswahl. 

### Trainer
1933 wurde Feierstein erster offizieller Trainer der luxemburgischen Nationalmannschaft, die er bis zum Mai 1948 betreute. Von 63 Spielen unter seiner Regie, zu denen auch hier von Verbandsseite Spiele gegen B- und Amateurmannschaften gezählt werden, gewann Luxemburg 15 Partien. Hinzu kommen sieben Unentschieden und 41 Niederlagen.
Als Nationaltrainer nahm er 1936 an seinen dritten olympischen Spielen in teil. Luxemburg unterlag der deutschen Mannschaft mit 0:9, der bis heute höchsten Niederlage in einem Länderspiel. Wenige Wochen vor den Olympischen Spielen 1948 schied er aus seinem Amt aus.